# Steven Paul Schook
Steven Paul Schook (1953) is een Amerikaans diplomaat en oud-militair, met de rang Brigadier Generaal. Schook is master in nationale veiligheid en strategische studies aan de Naval War College, Providence, Rhode Island.
Van 30 juni tot  31 augustus 2006 was hij waarnemend Special Representative van de Verenigde Naties en Secretaris-Generaal voor Kosovo, als hoofd van de UNMIK.
Als militair was Schook commandant en senior militair vertegenwoordiger voor het NAVO-hoofdkwartier in Sarajevo in Bosnië en Herzegovina, commandant van SFOR in Bosnië en Herzegovina en stafchef van KFOR in Kosovo.     